# Kriptozoológia

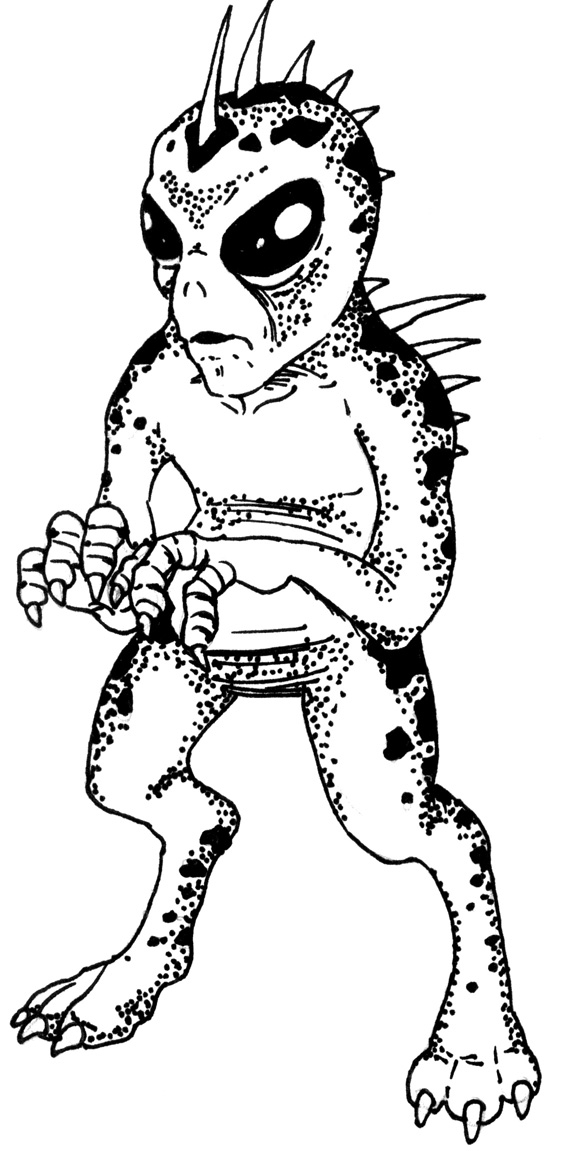
Chupacabra, egy mitikus lény, mely Közép- és Dél-Amerikában állítólag a kecskék vérét szívja

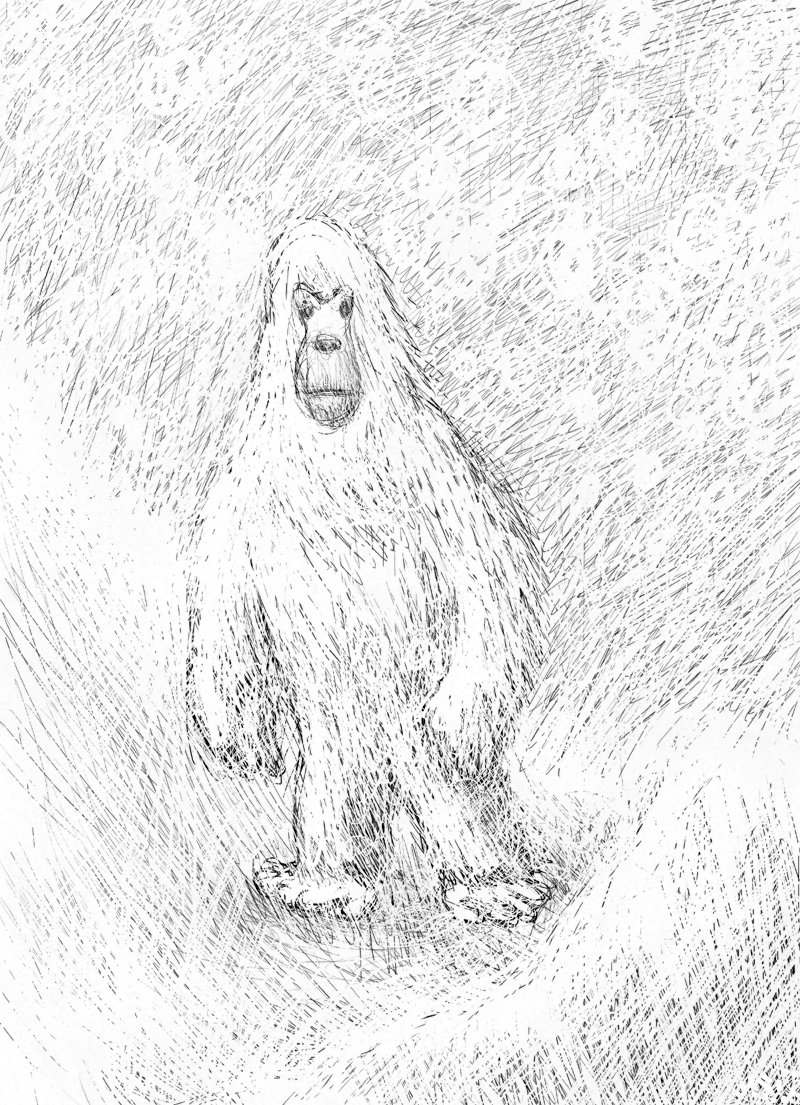
Jeti, egy nagy testű faj, mely állítólag Tibettől Kaliforniáig sokfelé él, csak még éppen nem sikerült megtalálni

A kriptozoológia olyan szóbeszéd vagy mitológia által leírt állatok „tudománya”, mely állatok létezése kérdéses, nem bizonyítható, vagy amelyeket általánosan kihaltnak tartanak, de olykor egyes szemtanúk mégis látni vélik őket. Ezen állatok és nyomaik, vagy létük más bizonyítékai után kutatnak a kriptozoológusok.

## Jellemzői
A kifejezés Bernard Heuvelmans zoológustól ered, meghatározása szerint „a rejtőzködő állatok tana”. Huevelmans amellett érvelt, hogy a kriptozoológiát tudományos alapossággal, de egyszersmind kellő nyitottsággal kell kezelni, különös tekintettel az őket körülvevő folklórra, mivel az, ha a fantasztikus elemektől eltekintünk, tartalmazhat a kutató számára értékes információkat is.
A kriptozoológusok megítélése rendszerint negatív a biológusok között, de a kriptozoológia rendkívül népszerű a természetfeletti tudományok és az ezotéria művelői körében. 
A kriptozoológiát rendszerint áltudománynak tartják, és ez részben a téma definíciójából következik. Ha ugyanis a kriptozoológia valamely kedvenc lénye – például a jeti – léte tényekkel volna alátámasztható (bár erre eddig nem volt példa), akkor az adott állatfaj tanulmányozását zoológiának neveznénk.
Egy gyakori „csúsztatás” a kriptozoológiai érvekben az, hogy a faj – például a Loch Ness-i szörny – egyetlen példányának létét feltételezik. Mivel azonban az állatok egyedei halandóak, könnyű belátni, hogy egy ilyen lény tartós fennmaradása csak egy egész populáció (mondjuk legalább több tucat példány) létével együtt valósulhat meg. Azt pedig nehéz elképzelni, hogy a kriptozoológusok intenzív és tartós kutatási erőfeszítései ellenére egy ilyen népességből soha, egyetlen példány se kerüljön elő.
A kriptozoológia másik gyenge pontja az, hogy nem veszi tudomásul a zoológusok hétköznapi munkáját, akik évről évre számos ismeretlen, a tudomány számára új állatfajt fedeznek fel, írnak le, és neveznek el. Ezek az állatok persze legtöbbször kistestű ízeltlábúak, férgek vagy más gerinctelenek, és ezért e felfedezések média-értéke szerény. Ma már nagyon ritkán fordul elő, hogy a zoológusok nagy testű, ismeretlen gerinces fajt fedezzenek fel (egyik ellenpélda a vietnámi antilop), de természetesen e felfedezéseket sem szokás a természettudományos zoológia keretein kívül értelmezni.

## Kriptozoológia által érintett területek

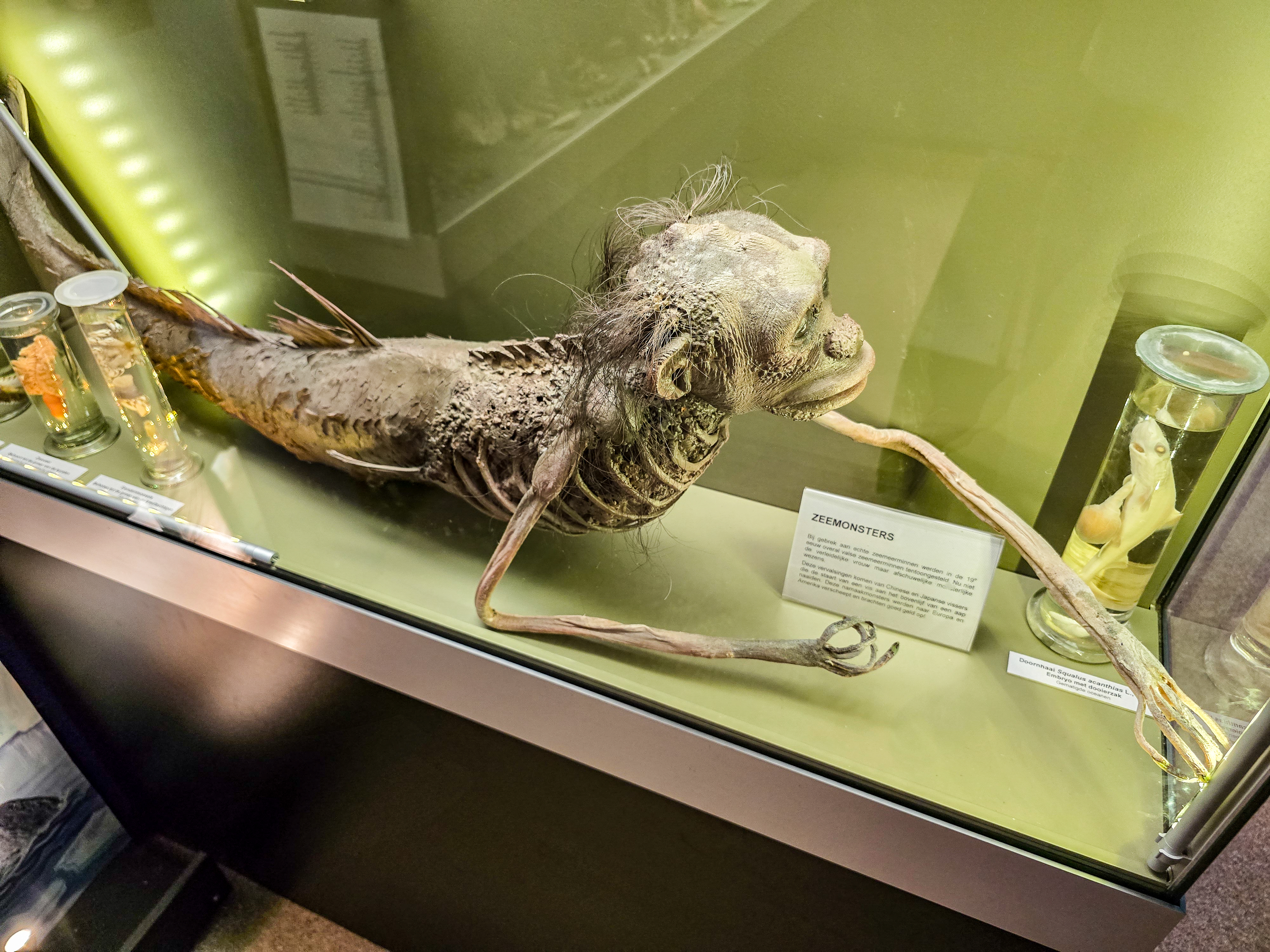
„Tengeri szörny”, ázsiai halászok gyártották eladásra egy-egy halból és majomból

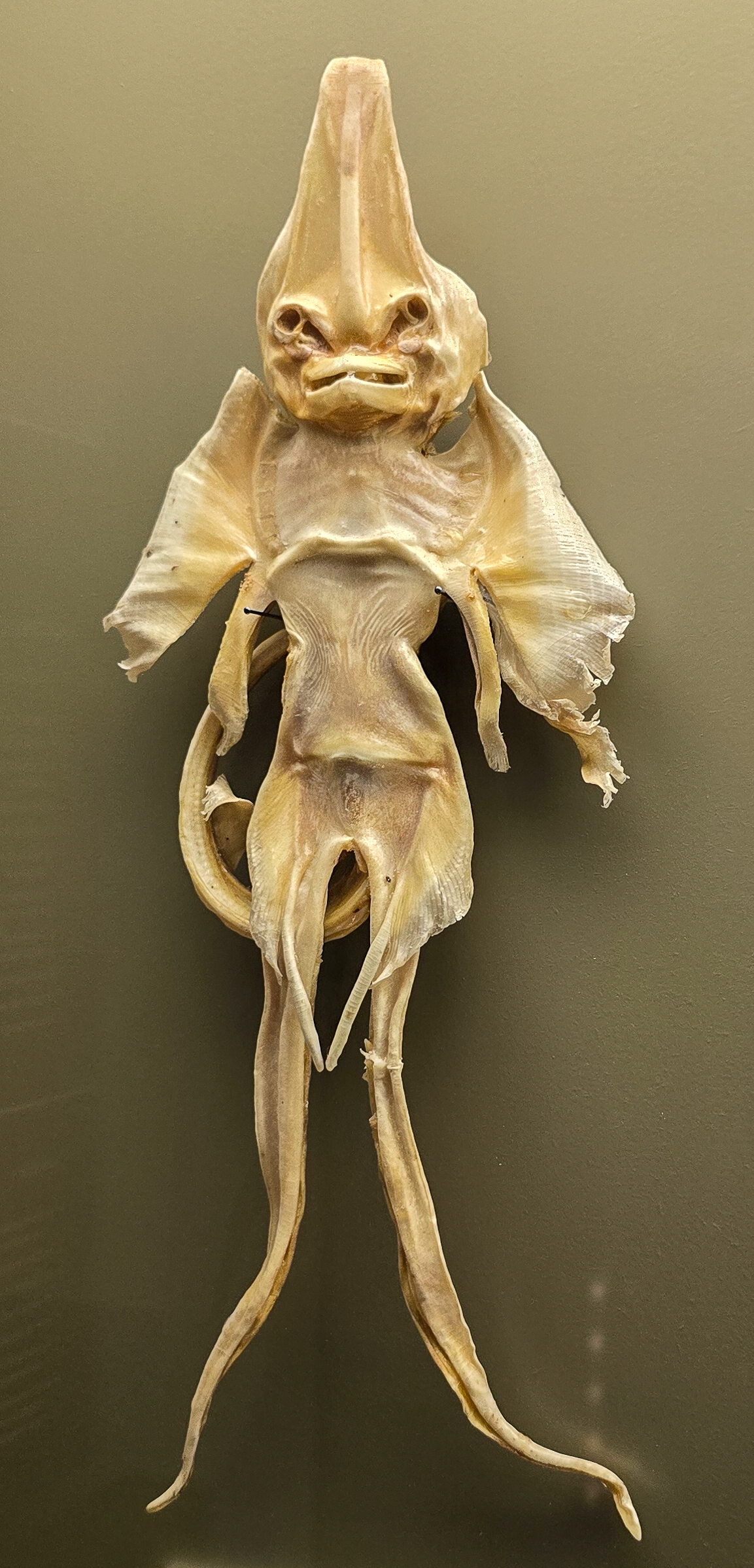
Szárított rájából készült „baziliszkusz”

### Fennmaradt-e hivatalos kihalási ideje után egy-egy, a történelmi évszázadokban eltűnt állatfaj?
A biológia történetében nem egyszer előfordult, hogy egy állatfajt már kihaltnak hittek, de utólag mégis találkoztak élő példányával (pl. Leadbeater-féle oposszum, óriáspanda, ausztráliai dibler, takahe). Éppen ezért felmerült egyes beszámolók alapján, hogy például a madagaszkári elefántmadár vagy új-zélandi moa jóval hivatalos kihalási ideje után is esetleg fennmaradt, akár az európai utazók érkezésig.
Hasonló történetek keringtek az erszényesfarkasról és Steller tengeri tehenéről.
Ide tartoznak azok az állatfajok, amelyeket egykor kihaltnak hittek, de évtizedek múlva, több alkalommal láttak belőlük példányokat, jelenlegi populációjuk ugyanakkor nem ismert (pl. eszkimó póling, tasmán csőröscet, kouprey).

### Fennmaradt-e hivatalos kihalási ideje után egy-egy, a történelem előtti időkben eltűnt állatfaj?
Mivel ilyenre is akadt bizonyított példa – őket „élő kövületeknek” szokták nevezni – (pl. bojtosúszós maradványhal, neopilina galathea,) egyesek – régi és újabb utazók beszámolói alapján – elképzelhetőnek tartják, hogy pl. Dél-Ausztrália vidékén a közelmúlt időkig (19-20. sz.) diptrodonok, Dél-Amerika déli részén óriáslajhárok, és őselefántok (masztodonok), Szibéria távoli vidékein mamutok élhettek.
A Loch Ness-i szörny is ide sorolható, mivel sokan egy őskorból fennmaradt vízi hüllőnek (plezioszauruszok) vélik, továbbá más, úgynevezett tavi szörnyek.

### Létezik-e olyan nagyobb termetű állatfaj, amelyet nem fedeztek még fel?
Mivel mind a 20., mind a 21. századból vannak ilyen példák (pl. okapi, erdei disznó, komodói varánusz, Ross-fóka, heteropoda maxima nevű világ legnagyobb pókja, 82 cm-es óriáspatkány) felvetődhet, hogy lehetnek még olyan szárazföldi és főleg tengeri állatfajok, amelyek mérete meghaladja ma ismert társaikét.
Állítólag Új-Zélandon 1898-ban nagy termetű gyíkot láttak (kumi lizard). Nem tisztázott, hogy ez a szintén helyi hagyományban szereplő 1,5 méteres Ngārara, vagy a 60 cm-es Kawekaweau gyíkokkal rokonságban állt el. Az állattal kapcsolatba hozható a Gigarcanum-faj is. 1986-ban a Marseillei Természettudomány Múzeum raktárban 60 cm-es óriásgekkó preparátumot találtak. Mivel dokumentáció nem tartozott hozzá, azt feltételezték, hogy az 1870-es években került begyűjtésre talán Új-Zélandról vagy Új-Kaledóniáról. A fajnak más (élő vagy preparált) példánya nem ismert. (Itt lehet megjegyezni, hogy a szintén nagy, de csak 30 cm-es Rhacodactylus willihenkeli óriásgekkót csak 1987-ben ismerték meg Új-Kaledóniából.) Állítólag 2,5 méteres, néha az embert is megtámadó és megevő kígyókról és gyíkokról halott az 1770-es években Új-Zélandon. (Mai tudomásunk szerint szigeten óriásgyíkok mellett kígyók sem élnek.)

### Létezik-e olyan állatfaj, amelynek a létezését a maga korában kizártnak tartották?
Ilyenre is volt való példa (pl. törpe víziló, bonobó). A kérdés elsősorban a tengeri kígyó kapcsán merül fel. Bár a tengerekben valóban élnek (4 méternél kisebb) tengeri kígyók, illetve a régi tengerikígyóábrázolásokhoz hasonló ártalmatlan, 10-12 méteres szíjhalfélék, némelyek továbbra is kitartanak amellett, hogy a régi utazók valódi, több 20 méternél nagyobb (akár a nagy ámbráscetekre is támadó) tengeri kígyókat láttak. Van, aki úgy gondolja, hogy ezek óriási méretű angolnák lehetnek, és ilyen állatok (óriás)lárváját találta meg 1930-ban a Dana hajó az Atlanti-óceánban. Voltak, akik a közönséges muréna óriásméretű változatára gyanakodtak.
Ehhez a témakörhöz tartozik még a jeti, és a nagylábú (észak-amerikai jeti) kérdése is.

### Éltek-e bizonyos ismert állatfajok olyan kontinenseken, ahol ma már nem?
Egyes közép-amerikai (maja) emlékeken (pl. copáni templom) elefántokra hasonlító ábrázolások figyelhetőek meg. Felmerült a kérdés, vajon a maják idejében voltak-e még elefántok azon a vidéken? (Hivatalosan nem.)

### Ma élő, ismert állatfajoknak léteznek-e a hivatalosan nyilvántartottnál jóval nagyobb méretű példányai?
Jellemzően az óriáskalmár kapcsán szokott felmerülni a kérdés. A régi elbeszélések hatalmas ilyen állatait évszázadokon át gyanakvással fogadták, mígnem a 19. században bebizonyosodott, hogy valóban élnek hatalmas, 10 (egyes feltételezések szerint 20 méternél) nagyobb példányok. Ez tény. A régi hajók olyan beszámolóit viszont, hogy még ennél is nagyobb (akár régi vitorláshajókra támadó) óriások (pl. 50-60 méteres példányok) is lennének közöttük, általában már nem szokták elfogadni; holott – a kriptozoológusok szerint – újabb beszámolók is valószínűsítenek ilyen méreteket (pl. az 1897-es St. Augustine Monster, az USS Stein hajó 1978-es esete).
Vannak elképzelések arról is, hogy a maximum 2-3 méteres közönséges polip is valójában jóval nagyobbra tud nőni: egy múlt századi híradás szerint egyszer a Földközi-tengernél lévő Toulon kikötőjében egy 60 kg-os, 8 méteres polip támadt egy búvárra. (A közönséges polippal nem összekeverendő a világ más, távoli részein élő (a Földközi-tengerben nem honos) hétkaúr polip és óriáspolip.)
Érdekesség, hogy Bernard Gorsky utazó az 1960-as években a déli-szigeteken állítólag több méteres, emberevő languszta-rákokról szerzett tudomást.

## Magyar nyelvű szakirodalom
- Dalmady Zoltán: Óriáskígyók és viharágyú – Mendemondák a természettudomány köréből, Athenaeum Irodalmi és Nyomdai Részvénytársulat, Budapest, 1909 (reprint kiadás: ugyanazzal a névvel, Laude Kiadó, Budapest, é. n., ISBN 963-9120-20-0)
- Gaál István: Amit rosszul tudunk – Természettudományi koholmányok és balítéletek, Királyi Magyar Egyetemi Nyomda, Budapest, 1935 (reprint kiadás: Természettudományi koholmányok és balítéletek, Terra-Maecenas, Budapest, 1987, ISBN 963-205-201-3)
- Mitchell-Hedges: Tengeri szörnyek, Rózsavölgyi és Társa, Budapest, 1941
- Tasnádi Kubacska András: A mondák állatvilága, Bibliotheca Kiadó, Budapest, 1958
- Herbert Wendt: Noé nyomában. Az állatok felfedezése, Gondolat Kiadó, Budapest, 1972
- Jean Merrien: A tenger legendáriuma, Kossuth Könyvkiadó, Budapest, 1975, ISBN 963-09-0200-1 (Univerzum Könyvtár)
- Farkas Henrik: Legendák állatvilága, Natura, Budapest, 1982, ISBN 963-233-078-1
- Jékely Endre: A vizek óriásai, Gondolat Könyvkiadó, Budapest, 1982, ISBN 963-281-125-9
- Jorge Luis Borges: Képzelt lények könyve, Helikon Kiadó, Budapest, 1988, ISBN 963-207-479-3 (Curiositas 2.)
- Lányi György: A vizek gyilkosai. A szörnyek világa I., Natura, Budapest, 1991, ISBN 963-233-156-7
- Viktor Farkas: Tények és talányok. Valóságon túl, tudományon innen, Magyar Könyvklub, Budapest, 1994, ISBN 963-548-020-2
- A világ legkülönösebb teremtményei. Olyan fantasztikus lények népesítik be bolygónkat, amelyekről eddig azt hittük, hogy csak a mesekönyvek lapjain léteznek, Android Lap- és Könyvkiadó, Budapest, 1997, ISBN 963-8377-15-1

- Szemadám György: Hihetetlen lények könyve, Méry Ratio, Budapest, 2007, ISBN 9788088837985
- Jeremy Wade: Édesvízi szörnyek, Jaffa Kiadó, Budapest, 2014, ISBN 978-615-541-848-8
- Szemadám György: Emberi tények és talányok. A tudományon innen és túl II.EX-BB Kiadói Kft., Budapest, 2018, ISBN 978-963-325-176-8 (A Hihetetlen lények könyve második részének átdolgozott és bővített kiadása)
- Bárdos Dániel: A kongói dinoszaurusz és az erszényes farkas. In  Bárdos Dániel – Tuboly Ádám Tamás: Emberarcú tudomány. Áltudományok és összeesküvéselméletek szorításában. Budapest: Typotex. 2023.

## Idegen nyelvű szakirodalom
- Charles Gould: Mythical monsters, London, 1886
- Anthonie Cornelis Oudemans: The great sea-serpent. An historical and critical treatise., Leiden / London, 1892
- R. T. Gould: Begegnungen mit Seeungeheuern Unknown Binding, Leipzig, 1935
- Richard Ellis: Monsters of the sea, New York, 1994
- Shuker, Karl. The Beasts That Hide From Man: Seeking the World's Last Undiscovered Animals. New York: Paraview Press, 2003,  helytelen ISBN kód: 1-931044-61-3
- Coghlan, Ronan.   Dictionary of Cryptozoology.  Bangor: Xiphos, 2004.
- Arment, Chad. Cryptozoology: Science & Speculation. Landisville, Penn.: Coachwhip, 2004, ISBN 1-930585-15-2.
- Arnold, Neil. MONSTER! The A-Z Of Zooform Phenomena. Bideford: CFZ Press, 2007, ISBN 1-905723-17-2.
- Budd, Deena.   The Weiser Field Guide to Cryptozoology .  Redwheel, Weiser, 2010,  ISBN 978-1-57863-450-7.
- Mysterious Creatures: A Guide to Cryptozoology [archivált változat]. Santa Barbara, California: ABC-CLIO, 722. o. (2002). ISBN 1-57607-283-5. Hozzáférés ideje: 2010. december 7. [archiválás ideje: 2019. október 9.] and at Google Books.
- Ley, Willy.  Exotic Zoology ISBN 0-517-62545-8.

## Honlapok
- Nessie- és Loch Ness-linkgyűjtemény (Startlap)
- Kriptidek leírása, jellemzése
- Kriptid lények gyűjteménye
- Kriptozoologia. kriptid.blog.hu, 2012 [last update]. (Hozzáférés: 2012. július 1.)
- Kriptozoologia - A Magyar Kriptozoológiai Blog
- North American BioFortean Review, Index to issues.